# Бобриков, Георгий Иванович
Георгий Иванович Бобриков (1840—1924) — генерал от инфантерии русской императорской армии, член Военно-учёного комитета, военный писатель.

## Биография
Родился 4 (16) августа 1840 года, его родители: член военно-медицинского комитета, старший ординатор Петербургского военно-сухопутного госпиталя Иван Васильевич Бобриков (1798—1883) и Александра Егоровна, урождённая Зеланд (1817—1896). Братья и сёстры: Любовь (1834—после 1888); Иван (1835—1880); Надежда (1837—после 1917); Николай (1839—1904); Александр (1846—1913).
Воспитывался в 1-м кадетском корпусе; 16 июня 1859 года был произведён в корнеты и выпущен в лейб-гвардии Уланский полк; 17 августа 1862 года произведён в поручики.
В 1866 году окончил курс в Николаевской академии Генерального штаба и был 27 марта произведён в штабс-ротмистры, два года спустя с производством в капитаны переведён в Генеральный штаб и 17 января назначен старшим адъютантом штаба 2-й гвардейской дивизии, а 16 июля 1869 года — делопроизводителем канцелярии Военно-учёного комитета Главного штаба.
Произведённый 30 августа 1869 года в подполковники и 30 августа 1872 года в полковники Бобриков 8 ноября 1876 года был назначен состоящим для поручений при главнокомандующем действующей армией великом князе Николае Николаевиче Старшем, и исполнял обязанности военного уполномоченного в Бухаресте, а затем состоял при князе Милане в Сербии. За боевые отличия в кампании 1877—1878 гг. против турок Бобриков был награждён золотой саблей с надписью «За храбрость» и 23 декабря 1878 г. — орденом Св. Георгия 4-й степени
За отличия, оказанные в составе Сербской армии, в войну 1877—1878 годов.
Также за боевые отличия произведён 12 апреля 1878 г. в генерал-майоры, а 14 июля 1879 г. назначен в свиту Его Величества (по другим данным это назначение состоялось 13 февраля 1879 г.). С 26 января 1880 г. состоял в прикомандировании к Главному штабу, в 1880 г. сопровождал графа Шувалова на Берлинский конгресс, по окончании конгресса участвовал в Берлинской конференции по установлению границы между Греческим королевством и Османской империей. За эти труды был награждён орденом св. Станислава 1-й степени.
С 25 февраля 1881 года был назначен членом Военно-учёного комитета, а в 1885 году — генералом для особых поручений при главнокомандующем войсками гвардии и Петербургского военного округа, работал над вопросами, касавшимися обороны Балтийско-Финского побережья Российской империи; 30 августа 1888 года произведён в генерал-лейтенанты (Г. А. Милорадович в своём справочнике о членах свиты указал ошибочную дату производства — 30 августа 1884 года).
Принимая участие в работах по вопросам, касавшимся обороны российского балтийского побережья, Бобриков решительно высказался против устройства крепости в Либаве.
С 24 августа 1898 по 16 ноября 1901 г. Бобриков командовал 1-й гвардейской пехотной дивизией, а затем состоял при войсках гвардии и Петербургского военного округа. 24 февраля 1902 г. назначен членом Александровского комитета о раненых и заведующим Московской Измайловской военной богадельней, 14 апреля 1904 г. произведён в генералы от инфантерии.
После переворота 1917 года в эмиграции. Умер в Монтрё (Швейцария) 26 декабря 1924 года.

## Награды
российские:
- орден Св. Анны 3-й степени (1868)
- орден Св. Станислава 2-й степени (1870)
- орден Св. Владимира 4-й степени (1871)
- орден Св. Анны 2-й степени (1874)
- орден Св. Владимира 3-й степени (1876)
- орден Св. Анны 1-й степени (1883)
- орден Св. Владимира 2-й степени (1886)
- орден Белого орла (1891)
- орден Св. Александра Невского (1898; бриллиантовые знаки к ордену пожалованы 6 декабря 1904)
- орден Св. Владимира 1-й степени (06.12.1910)

иностранные:
- французский орден Почётного легиона, командорский крест (1897).

## Семья
Женился 28 января 1879 года на Екатерине Адольфовне Эйхлер, дочери коллежского советника. Их дети:
- Александра (20.11.1879—?)[3]
- Елена (08.08.1881—?)[4]
- Екатерина (25.01.1883—?)[5]